# 萨瓦-梅潘
萨瓦-梅潘（法語：Savas-Mépin，法語發音：[sava mepɛ̃]）是法国伊泽尔省的一个市镇，属于维埃纳区。该市镇1790-1794年间由萨瓦（Savas）和梅潘（Mépin）合并而成。

## 地理
萨瓦-梅潘（45°29'22"N, 5°4'16"E）面积10.43 平方千米，位于法国奥弗涅-罗讷-阿尔卑斯大区伊泽尔省，该省份为法国东南部内陆省份，北起顺时针与安省、萨瓦省、上阿尔卑斯省、德龙省、阿尔代什省、卢瓦尔省和罗讷省。
与萨瓦-梅潘接壤的市镇（或旧市镇、城区）包括：博瓦尔德马克、埃赞皮内、梅谢、穆瓦迪约-代图尔布、鲁瓦亚、圣乔治代斯佩朗什、马克新城。
萨瓦-梅潘的时区为UTC+01:00、UTC+02:00（夏令时）。

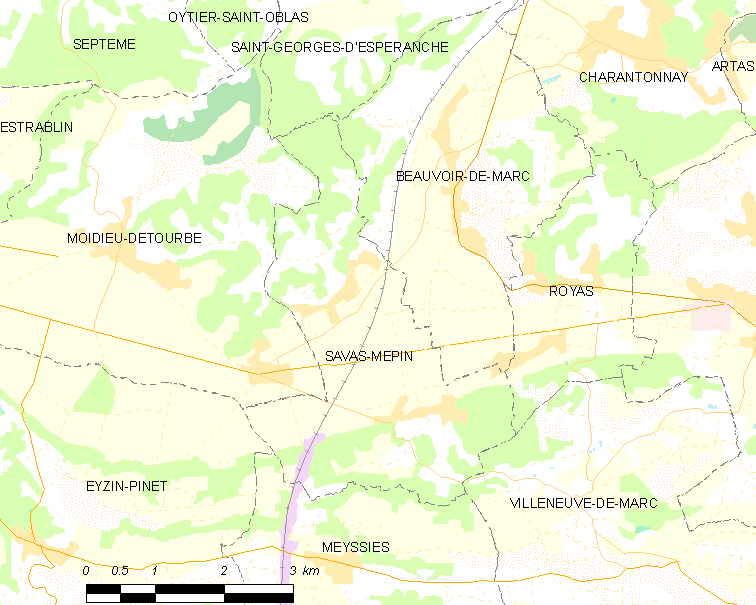
萨瓦-梅潘的OSM定位图

## 行政
萨瓦-梅潘的邮政编码为38440，INSEE市镇编码为38476。

## 政治
萨瓦-梅潘所属的省级选区为比耶夫尔县。

## 人口

1962-2008年间萨瓦-梅潘人口变化图示

萨瓦-梅潘于2022年1月1日时的人口数量为879人。